# جون بريثويت
جون بريثويت (بالإنجليزية: John Braithwaite)‏ هو بروفيسور أسترالي، ولد في 30 يوليو 1951 في إبسوتش في أستراليا.

## وصلات خارجية
- الموقع الرسمي